# FA Cup 1919/1920
Čtyřicátý pátý ročník FA Cupu (anglického poháru) se konal po pěti letech od 13. září 1919 do 24. dubna 1920. Celkem turnaj hrálo opět 64 klubů.
Trofej získal poprvé v klubové historii Aston Villa FC, který ve finále porazil Huddersfield Town AFC 1:0 v prodloužení.